# Charles Sitgreaves

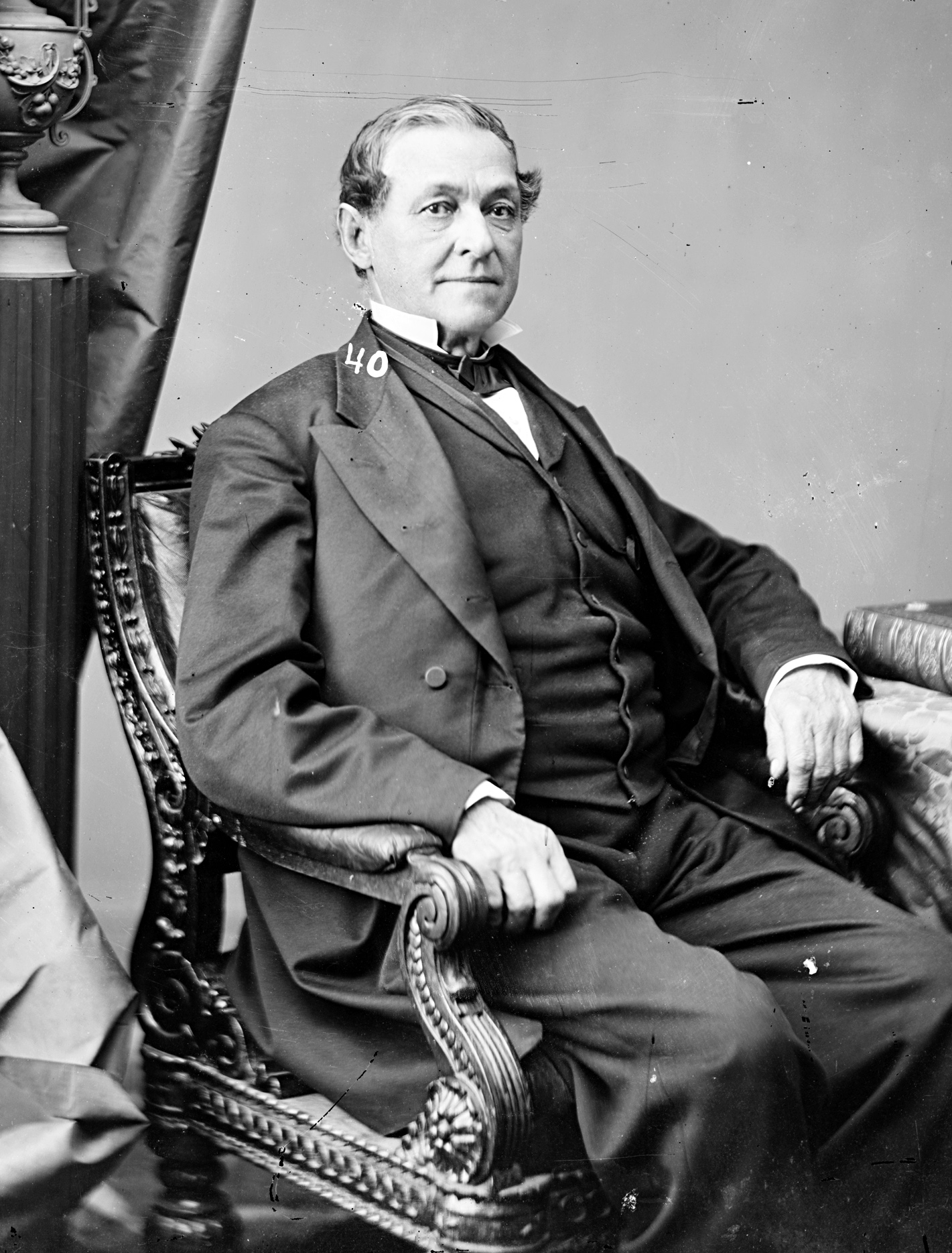
Charles Sitgreaves

Charles Sitgreaves (* 22. April 1803 in Easton, Northampton County, Pennsylvania; † 17. März 1878 in Phillipsburg, New Jersey) war ein US-amerikanischer Politiker. Zwischen 1865 und 1869 vertrat er den Bundesstaat New Jersey im US-Repräsentantenhaus.

## Werdegang
Bereits im Jahr 1806 kam Charles Sitgreaves mit seinen Eltern nach New Jersey, wo er eine klassische Ausbildung genoss. Nach einem anschließenden Jurastudium und seiner 1824 erfolgten Zulassung als Rechtsanwalt begann er in Phillipsburg in diesem Beruf zu arbeiten. Gleichzeitig schlug er als Mitglied der Demokratischen Partei eine politische Laufbahn ein. Zwischen 1831 und 1833 war er Abgeordneter in der New Jersey General Assembly. Außerdem war er Mitglied der Staatsmiliz von New Jersey, in der er zwischen 1828 und 1838 als Major Commandant zum Führungscorps gehörte. In den Jahren 1834 und 1835 saß Sitgreaves im Stadtrat von Phillipsburg; von 1851 bis 1854 gehörte er dem Senat von New Jersey an. Außerdem war er in den Jahren 1861 und 1862 Bürgermeister von Phillipsburg. Zwischenzeitlich stieg er auch in das Eisenbahngeschäft und in das Bankgewerbe ein. Er wurde Präsident der Belvidere & Delaware Railroad Co. Von 1856 bis 1878 war er auch Präsident der National Bank of Phillipsburg.
Bei den Kongresswahlen des Jahres 1864 wurde Sitgreaves im dritten Wahlbezirk von New Jersey in das US-Repräsentantenhaus in Washington, D.C. gewählt, wo er am 4. März 1865 die Nachfolge von William G. Steele antrat. Nach einer Wiederwahl konnte er bis zum 3. März 1869 zwei Legislaturperioden im Kongress absolvieren. Seit 1865 war die Arbeit des Kongresses vom Konflikt zwischen der Republikanischen Partei und Präsident Andrew Johnson geprägt, der in einem nur knapp gescheiterten Amtsenthebungsverfahren gipfelte. Während Sitgreaves' Zeit als Abgeordneter wurden der 13. und der 14. Verfassungszusatz ratifiziert. Im Jahr 1868 verzichtete er auf eine erneute Kongresskandidatur.
Nach dem Ende seiner Zeit im US-Repräsentantenhaus setzte Charles Sitgreaves seine Tätigkeiten im Eisenbahngewerbe und der Bankenbranche fort. Er starb am 17. März 1878 in Phillipsburg und wurde in seinem Geburtsort Easton beigesetzt.